# Mednarodna brigada Kabul
Mednarodna brigada Kabul (angleško Kabul Multinational Brigade; kratica KMNB) je glavna vojaška sila, ki deluje v sestavi ISAFa.
Glavni državi udeleženki sta Francija in Nemčija.

## Struktura
- štab
- štabna podporna četa
- bojna skupina 1 (Francija)
- bojna skupina 2 (Nemčija, Turčija, Azerbajdžan, Albanija, Makedonija, Bolgarija)
- bojna skupina 3 (Norveška, Madžarska, Belgija)
- četa (Združeno kraljestvo)
- varnostna četa (Italija)
- izvidniška četa (Kanada, Slovenija)
- inženirska četa (Italija, Grčija)
- aviacija (Turčija, Nizozemska)
- podporne enote (Nemčija, Italija, Nizozemska, Estonija)
- vojaška policija (Romunija, Hrvaška, Islandija, Nemčija)
- medicinska skupina (Nemčija, Belgija, Kanada, Grčija, Združeno kraljestvo)